# Casual Friday
Casual Friday är ett begrepp som avser klädkod i arbetslivet, särskilt i USA och Kanada men även i Västeuropa, som innebär att det på vissa arbetsplatser är accepterat att klä sig mer avslappnat just på fredagar. Denna sed gäller i synnerhet arbetsplatser där klädkoden måndag till torsdag är att ha på sig kostym eller annan formell klädsel. Det kan gälla exempelvis ljusa färger på kläderna istället för mörka färger, t-shirt i stället för skjorta och jeans eller chinos istället för kostymbyxor. Däremot är det inte accepterat att visa för mycket urringning eller ha jeans med revor.